# Prix de Normandie
Prix de Normandie är ett montélopp för femåriga hingstar och ston som äger rum i juni på Hippodrome de Vincennes i Paris i Frankrike. Det är ett Grupp 1-lopp, man måste minst ha sprungit in 61 000 euro för att få starta. Den samlade prissumman 240 000 euro, varav 108 000 euro i förstapris.

## Vinnare
| År   | Häst               | Far                | Kusk                     | Tränare                  | Tvåa                    | Trea               | Tid/km |
| ---- | ------------------ | ------------------ | ------------------------ | ------------------------ | ----------------------- | ------------------ | ------ |
| 2025 | Katinka Aimef      | Singalo            | Alexis Collette          | Franck Leblanc           | Keengame                | Kid Bellay         | 1'12"1 |
| 2024 | Jéroboam d'Érable  | Prodigious         | Damien Bonne             | Clément Thomain          | Jean Balthazar          | J'aime le Foot     | 1'11"9 |
| 2023 | Ina du Rib         | Uhlan du Val       | Jean-Loïc-Claude Dersoir | Joël Hallais             | I Can Dream             | Idéale du Chêne    | 1'11"6 |
| 2022 | Happy And Lucky    | Ready Cash         | Adrien Lamy              | Franck Leblanc           | Hirondelle du Rib       | Hallix             | 1'12"3 |
| 2021 | Gladys des Plaines | Opus Viervil       | Mathieu Mottier          | Gilles Curens            | Granvillaise Bleue      | Gangster du Wallon | 1'12"3 |
| 2020 | Flamme du Goutier  | Ready Cash         | Antoine Wiels            | Thierry Duvaldestin      | Flèche Bourbon          | Feeling Cash       | 1'12"7 |
| 2019 | Étoile de Bruyère  | Kénor de Cossé     | Adrien Lamy              | Charles Dreux            | Evening Star            | Évangelina Blue    | 1'13"5 |
| 2018 | Durzie             | Jag de Bellouet    | Alexandre Abrivard       | Laurent-Claude Abrivard  | Dryade du Parc          | Dexter Fromentro   | 1'13"9 |
| 2017 | Cassate            | Néoh Jiel          | Adrien Lamy              | Jean-Luc Dersoir         | Chablis d'Herfraie      | Cyprien des Bordes | 1'14"3 |
| 2016 | Bellissima France  | Blue Dream         | Matthieu Abrivard        | Matthieu Abrivard        | Boeing du Bocage        | Baraka d'Henlou    | 1'13"7 |
| 2015 | Astor du Quenne    | Opus Viervil       | Adrien Lamy              | Sébastien Guarato        | Apprenti Sorcier        | Alexa              | 1'14"6 |
| 2014 | Vittel de Brévol   | Jag de Bellouet    | David Thomain            | Sébastien Ernault        | Vision Intense          | Valse Castelets    | 1'13"9 |
| 2013 | Ulysse             | Love You           | Thomas Levesque          | Mike Lenders             | Utopie Impériale        | Unikaranès         | 1'14"5 |
| 2012 | Tiégo d'Étang      | Chaillot           | Charles Bigeon           | Christian Bigeon         | Taïga du Rib            | Tag Wood           | 1'13"7 |
| 2011 | Save The Quick     | Jasmin de Flore    | Éric Raffin              | Franck Leblanc           | Scolie de Bassière      | Simba de Nacre     | 1'14"  |
| 2010 | Rombaldi           | Lulo Josselyn      | Matthieu Abrivard        | Jean-Luc Dersoir         | Roxane du Vivier        | Rio du Rib         | 1'14"7 |
| 2009 | Quille Castelets   | Kaiser Sozé        | Jean-Loïc-Claude Dersoir | Jean-Loïc-Claude Dersoir | Quarla                  | Quilea Jiel        | 1'14"7 |
| 2008 | Prince Gédé        | Sancho Pança       | Pierre-Yves Verva        | Thierry Duvaldestin      | Paola de Lou            | Prince de Montfort | 1'13"6 |
| 2007 | Olga du Biwetz     | Cézio Josselyn     | Yoann Lebourgeois        | Sébastien Guarato        | Or de Bruges            | Oman / One du Rib  | 1'14"9 |
| 2006 | Nomade du Digeon   | Alpha Barbés       | Philippe Masschaele      | Jean-Michel Bazire       | Nésione des Vents       | Nobilis Jiel       | 1'15"4 |
| 2005 | Mirza du Vivier    | Cézio Josselyn     | Nathalie Henry           | Éric Lebon               | Miss Castelle           | Macaraika          | 1'15"9 |
| 2004 | Lazio du Bourg     | Tadzio de la Motte | Philippe Masschaele      | Joël Van Eeckhaute       | L'As de Neige           | Liberty d'Ar       | 1'15"8 |
| 2003 | Kesaco Phedo       | Caballio in Blue   | Jean-Michel Bazire       | Jean-Michel Bazire       | Koppa de Montfort       | Kinder Jet         | 1'16"5 |
| 2002 | Jirella            | Cèdre du Vivier    | Jean-Michel Bazire       | Jean-Michel Bazire       | Jairo des Veys          | Joyau d'Amour      | 1'16"1 |
| 2001 | Iouky du Pré       | Baccarat du Pont   | Jean-Michel Bazire       | Hervé Mahé               | Instant Gédé            | Idéal de l'Iton    | 1'16"2 |
| 2000 | Hugo du Bossis     | And Arifant        | Éric Raffin              | Jean Raffin              | Hadriana                | Holly du Locton    | 1'17"9 |
| 1999 | Grâce Ducal        | Ultra Ducal        | Joël Van Eeckhaute       | Joël Van Eeckhaute       | Gina du Martellier      | Golf du Pommeau    | 1'19"5 |
| 1998 | First de Retz      | Podosis            | Jean-Michel Bazire       | Jacky Béthouart          | Filou de la Grille      | Flash des Sarts    | 1'16"3 |
| 1997 | Étoile des Blaves  | Traveller          | Laurent-Claude Abrivard  | René Mascle              | Express Road            | Écrin Castelets    | 1'17"8 |
| 1996 | Destin de Busset   | Opus Dei           | Laurent-Claude Abrivard  | Laurent-Claude Abrivard  | Don Paulo               | Dany Royale        | 1'18"1 |
| 1995 | Courlis du Pont    | Opus Dei           | Philippe Békaert         | Ulf Nordin               | Creator Boy/Cyclone Nay |                    | 1'17"8 |
| 1994 | Balzac             | Niflosac           | Pierre Levesque          | Bertrand de Folleville   | Bella Kadesh            | Blondine d'Atout   | 1'19"5 |
| 1993 | Alpha Barbés       | Néric Barbés       | Jean-Philippe Mary       | Christian Bigeon         | Anita de la Vallée      | Athos de la Besvre | 1'18"6 |
| 1992 | Vallée du Loir     | Hurgo              | Hervé Sionneau           | Alain Sionneau           | Vivier de Montfort      | Vaflosa Gédé       | 1'18"7 |
| 1991 | Uno Atout          | Istraeki           | Jean-Marie Monclin       | Paul Billon              | Uranica                 | Unerring           | 1'18"8 |
| 1990 | Tahita de Yet      | Jiosco             | Yves Dreux               | Patrick Hawas            | Talbin                  | Talassius          | 1'19"5 |
| 1989 | Speed Clayettois   | Joachim            | Yves Dreux               | Ali Hawas                | Seilhac                 | Suhlano            | 1'21"3 |
| 1988 | Reine du Corta     | Ura                | Michel Lenoir            | Alain Roussel            | Rêve d'Udon             | Rivage             | 1'20"1 |
| 1987 | Quel Soro          | Ignifugé           | Alain Sionneau           | Alain Sionneau           | Qualifié                | Quoddy Williams    | 1'19"9 |
| 1986 | Potin d'Amour      | Chambon P          | Yves Dreux               | Jan Kruithof             | Prince Atout            | Portolugo          | 1'22"1 |
| 1985 | Ogino              | Vasco              | Gérard Raulline          | Bernard Raulline         | Oppoka Mabon            | Olaf de Brion      | 1'21"1 |
| 1984 | Noukopulco         | Chambon P          | Jean-Marie Monclin       | André-Francis Bigeon     | Neufbourg               | Noce de Porphyre   | 1'24"3 |
| 1983 | Maitre Atout       | Sabi Pas           | Michel Lenoir            | Alain Roussel            | Maroldon                | Maritza de Vrie    | 1'22"6 |
| 1982 | Le Loir            | Chambon P          | Alain Sionneau           | Martial Doliveux         | Lara de Feugères        | Last Winner        | 1'21"4 |
| 1981 | Klon Klon          | Tatius             | Michel-Marcel Gougeon    | R. Ricklin               | Kaiser Trot             | Kairon             | 1'20"7 |
| 1980 | Jolenka            | Seddouk            | Alain Laurent            | A. Mathieu               | Jeune Orange            | Jaguar du Corta    | 1'22"7 |
| 1979 | Istraeki           | Paléo              | Michel-Marcel Gougeon    | Roger Ledoyen            | Ilorga                  | Idrope             | 1'21"8 |
| 1978 | Hurgo              | Ursin L            | Jean-Claude Hallais      | A. Poisson               | Honnête                 | Hajacques de Chenu | 1'21"5 |
| 1977 | Galopin des Prés   | Vasco              | Christian Bézier         | L. Forgin                | Guéridia                | Gaubasco           | 1'22"0 |
| 1976 | Firstly            | Quérido II         | Alain Sionneau           | Philippe Darondel        | Flamenco                | Fleur de Papillon  | 1'23"4 |
| 1975 | Elpenor            | Quioco             | Jean Mary                | Jean-René Gougeon        | Épaminondas             | Éringa             | 1'22"4 |
| 1974 | Darold II          | Harold D III       | Yvon Martin              | Joël Hallais             | Dor                     | Dis Lui            | 1'23"8 |
| 1973 | Corlay             | Fandango           | Michel-Marcel Gougeon    |                          | Champenoise             |                    | 1'22"3 |
| 1972 | Bellino II         | Boum III           | René Fabre               | Maurice Macheret         | Borgia III              | Blizzard           | 1'23"0 |
| 1971 | Arbella            | Harold D III       | Gérard Mascle            |                          | Aramis IX               | Ajaccien           | 1'22"7 |
| 1970 | Valmont            | Fandango           | Louis Sauvé              |                          | Vigneron                | Vermeer            | 1'21"7 |
| 1969 | Ulric              | Euripide           | Gérard Mascle            |                          | Uniflore D              | Upsalin            | 1'21"9 |
| 1968 | Tabriz             | Feu Follet X       | Pierre Giffard           |                          | Tonton Jean L           | Thaïs C            | 1'21"8 |
| 1967 | Sadoc              | Abner              | Jean Mary                |                          | Sole Mio B              | Sissy III          | 1'22"9 |
| 1966 | Roxane H II        | Kerjacques         | René Fabre               |                          | Ricotte                 | Reine de Mars B    | 1'23"4 |
| 1965 | Quito P            | Fandango           | Gérard Mascle            |                          | Quovaria                | Qalabcheh          | 1'23"  |
| 1964 | Port Mahon         | Fort Mahon         | René Fabre               |                          |                         |                    | 1'23"6 |
| 1963 | Ol Est B           | Harold D III       | François Brohier         |                          | Oraki                   |                    | 1'23"9 |
| 1962 | Narvick DJ         | Fandango           | Albert Libeer            |                          |                         |                    | 1'23"5 |
| 1961 | Masina             | Quinio             | François Brohier         |                          | Miss des Ramiers        | Mario              | 1'22"8 |
| 1960 | Ledollar           | Dollar III         | Louis Sauvé              |                          | Loiron D                | Lourinella         | 1'23"5 |
| 1959 | Kaïd D             | Banco III          | J. Rigaud                |                          | Kerjacques              | Katinka            | 1'24"1 |
| 1958 | Job                | Loudéac            | Maurice Riaud            |                          | Jolie Folle             | Jutland II         | 1'24"7 |